# Battaglia del Little Bighorn
La battaglia del Little Bighorn ebbe luogo il 25 giugno 1876 tra una forza combinata di Lakota (Sioux), Cheyenne e Arapaho e il 7º Cavalleria dell'esercito degli Stati Uniti d'America nei pressi del fiume Little Bighorn, nel territorio orientale del Montana.
Fu il più famoso scontro delle guerre indiane e costituì una schiacciante vittoria per i Lakota e i loro alleati. Delle dodici compagnie del 7º Reggimento di cavalleria statunitense, cinque, comandate dal famoso tenente colonnello George Armstrong Custer, furono completamente annientate. Le altre rimasero assediate per quasi due giorni e subirono perdite sostanziose.

## Antefatto

### Conflitti sulle Grandi Pianure
Il primo scontro della prima guerra Sioux fu il massacro di Grattan, avvenuto il 19 agosto 1854 nel Wyoming, dove 29 soldati statunitensi furono uccisi da un numeroso gruppo di nativi Lakota. Nel decennio successivo, gli scontri fra tribù indigene e i nuovi coloni che abitavano gran parte del territorio allora indigeno dell'Ovest statunitense, divennero sempre più frequenti. Per proteggere i propri interessi, il governo degli Stati Uniti d'America iniziò a costituire riserve per contenere i nativi e permettere l'espansione coloniale e istituì agenzie responsabili della fornitura di riserve alimentari e altro materiale. Questa situazione, che vide numerosi episodi di violenze commesse dall'esercito statunitense e dai coloni ai danni degli indigeni, esacerbò le tensioni fra i nativi delle Grandi Pianure e il governo statunitense. Oltre ai Sioux, alla resistenza contro l"invasore bianco" si unirono anche le tribù Arapaho, Cheyenne, Comanche e Kiowa.

### La Guerra delle Colline Nere
La battaglia del Little Bighorn fu parte della guerra sulle Black Hills (Colline Nere), territorio di grande importanza mistica e culturale per i nativi Sioux (Lakota), oltre che tradizionale terreno di caccia. A sua volta, questa fu una conseguenza della guerra di Nuvola Rossa. Il secondo trattato di Forte Laramie (1868), che concluse quella guerra, stabilì i confini della Grande Riserva Sioux, dove i nativi erano considerati sotto tutela dello stato, ricevendo razioni, tele per i tepee, ecc. ma lasciò una vastissima area, comprendente parti del Wyoming, Montana, Dakota del Nord e Nebraska, come terreno "non ceduto", cioè terreno che il governo statunitense non riconosceva come riserva indiana, ma su cui non pretendeva sovranità.
Era una zona in cui i nativi americani avevano diritto di muoversi, accamparsi e cacciare, finché c'erano bisonti. In realtà, nessuna delle due parti firmatarie dell'accordo controllava completamente i suoi uomini. In particolare, gli statunitensi continuavano a credere (erroneamente) che i "capi" dei nativi avessero autorità sui membri della tribù. Negli anni seguenti tutte e due le parti violarono i termini del trattato. Bande Sioux che non accettavano l'accordo tenevano il piede in due staffe, usando le agenzie della Grande Riserva Sioux come base, e continuando le ostilità nei territori non ceduti. Gli statunitensi, a loro volta, fecero emergere un nuovo motivo di tensione nel 1873 con i lavori per la ferrovia Northern Pacific, il cui percorso attraversava un'area che, secondo i nativi americani, apparteneva ai territori non-ceduti. Questi incidenti fornirono al governo statunitense un pretesto per iniziare la guerra delle Colline Nere.
Quando, nel 1874, fu scoperto l'oro nelle Black Hills, numerosi cercatori entrarono illegalmente nell'area, che era chiaramente parte della Grande Riserva Sioux. L'esercito statunitense inizialmente tentò, senza molto successo, di espellere i cercatori; dopo di che, riaprì le trattative con Nuvola Rossa e Coda Chiazzata, cercando di comprare o affittare quest'area offrendo sei milioni di dollari (circa 121 milioni di dollari attuali) o $400000 l'anno. Tuttavia, non si giunse ad un accordo, sia perché per i capi Sioux l'offerta sembrava irrisoria, sia - e soprattutto - perché bande di Sioux rifiutavano assolutamente ogni concessione. Toro Seduto era il leader più influente di queste bande.
Alla fine del 1875, circa 15000 cercatori d'oro si trovavano abusivamente nelle Colline Nere. Il governo statunitense, frustrato dall'impossibilità di risolvere la situazione pacificamente, decise di usare la situazione caotica nei territori "non-ceduti" per ricorrere alla forza. Ordinò quindi che tutti i nativi nordamericani nei territori non ceduti dovessero recarsi nelle agenzie della Grande Riserva Sioux entro la fine di gennaio 1876, altrimenti sarebbero stati considerati ostili.
Quest'ultimatum era chiaramente assurdo, sia per le difficoltà di viaggiare durante l'inverno per le tribù nomadi, sia perché molti nativi non ricevettero mai materialmente l'avvertimento. Dopo una deludente campagna invernale, durante la quale il generale George Crook ebbe una scaramuccia non decisiva con un gruppo di nativi, erroneamente creduti Sioux di Cavallo Pazzo (in realtà si trattava probabilmente di nativi Cheyennes di Vecchio Orso), il Generale Sheridan ripiegò su una campagna estiva.
Il 30 marzo 1876, il Colonnello John Gibbon partì da Fort Ellis in Montana. Il 17 maggio il generale di brigata Alfred Terry lasciò Fort Abraham Lincoln in North Dakota e dodici giorni dopo il Generale George Crook si mise in marcia da Fort Fetterman in Wyoming. Tutte e tre le colonne si diressero verso la zona a nord-est delle Bighorn Mountains a sud del fiume Yellowstone. L'esercito statunitense credeva che ogni colonna fosse da sola in grado di fronteggiare tutti i nativi nordamericani che si trovavano al di fuori della riserva, stimati tra i 500 e gli 800 guerrieri. Il governo degli Stati Uniti d'America credeva che i nativi "ostili" fossero solo le cosiddette bande "nomadi invernali", cioè le bande che non accettavano la riserva, come quelle di Toro Seduto e Cavallo Pazzo, e vivevano nomadicamente tutto l'anno. Però, quando finalmente l'esercito era pronto a scendere in campo si era ormai quasi all'estate e molti nativi cosiddetti "nomadi estivi", dopo aver passato l'inverno nelle agenzie delle riserve, stavano raggiungendo i "nomadi invernali" per cacciare nei territori non-concessi, come credevano fosse loro diritto. Per il governo, dopo l'ultimatum di gennaio, tutti i nativi fuori dalla riserva erano da ritenere ostili. Alla fine di giugno, quando le colonne arrivarono nella zona prefissata, il numero dei nativi da considerare ostili era in realtà salito ad alcune migliaia.

## Ordine di battaglia
Esercito degli Stati Uniti - United States Army
Tenente Colonnello George A. Custer, comandante del 7º reggimento di cavalleria degli Stati Uniti d'America.
Le dodici compagnie o squadroni furono nominati con le prime dodici lettere dell'alfabeto, saltando la "J" per evitare confusione con la "I".
| 7th United States Cavalry Regiment                 | Battaglioni                                                           | Squadroni |
| -------------------------------------------------- | --------------------------------------------------------------------- | --- |
| Tenente Colonnello George A. Custer †, in comando. | Battaglione Custer (211 uomini) Tenente Colonnello George A. Custer † | - Compagnia C: Capitano Thomas Custer † - Compagnia E: Primo Tenente Algernon Smith † - Compagnia F: Capitano George Yates † - Compagnia I: Capitano Myles Keogh † - Compagnia L: Primo Tenente James Calhoun † |
| Tenente Colonnello George A. Custer †, in comando. | Battaglione Reno (141 uomini) Maggiore Marcus Reno                    | - Compagnia A: Capitano Myles Moylan - Compagnia G: Primo Tenente Donald McIntosh † - Compagnia M: Capitano Thomas French                                                                                       |
| Tenente Colonnello George A. Custer †, in comando. | Battaglione Benteen (115 uomini) Capitano Frederick Benteen           | - Compagnia D: Capitano Thomas Weir - Compagnia H: Capitano Frederick Benteen - Compagnia K: Primo Tenente Edward Settle Godfrey                                                                                |
| Tenente Colonnello George A. Custer †, in comando. | Convoglio rifornimenti (128 uomini) Capitano Thomas McDougall         | - Compagnia B: Primo Tenente Edward Gustave Mathey |

## Svolgimento della battaglia

Movimenti del 7º Cavalleria: A) Custer, B) Reno, C) Benteen, D) Yates, E) Weir.

### Piano
Il 17 giugno 1876 una colonna di soldati di fanteria e cavalleria, comandata dal generale Crook, fu attaccata nei pressi del torrente Rosebud da Sioux e Cheyenne settentrionali, guidati da Cavallo Pazzo e, dopo sei ore di violenti scontri, fu costretta a ritirarsi, abbandonando effettivamente la campagna. Il 21 giugno Gibbon e Terry, quest'ultimo accompagnato dal Tenente Colonnello Custer, si incontrarono sul fiume Yellowstone per organizzare le operazioni. George Armstrong Custer era già un personaggio molto discusso, eroe della Guerra Civile, nella quale aveva raggiunto il grado di maggior generale dei volontari, ma noto per essere impetuoso e indisciplinato; era stato sospeso dalla Corte Marziale per un anno dal grado e dallo stipendio per gravi atti di indisciplina. Inoltre si era inimicato il Presidente U.S. Grant, avendo testimoniato contro il fratello di Grant durante un'inchiesta sulla corruzione nel War Department.
Custer dovette letteralmente implorare in ginocchio il Generale Terry per avere il permesso di restare al comando del proprio reggimento, il 7º Cavalleria. Avendo appreso che i nativi si stavano radunando nella valle del Little Bighorn, Terry mandò Gibbon alla foce di questo fiume (affluente dello Yellowstone) con l'ordine di risalirlo ed ordinò invece a Custer di scendere a sud risalendo il fiume Rosebud. Una volta incrociata la pista degli indiani, gli ordini erano di continuare a Sud, in modo da portarsi bene a sud degli indiani, poi di girare a Ovest fino ad incontrare il Little Bighorn, da lì di seguire il fiume fino ad intercettare i nativi. La cavalleria di Custer avrebbe dovuto attaccare gli indiani solo dopo che la fanteria di Gibbon fosse stata in posizione per bloccare loro la ritirata. Però gli ordini scritti consegnati a Custer erano formulati in modo da consentirgli una certa possibilità di esercitare il proprio giudizio.
Custer partì il 22 giugno con l'intesa di arrivare nella valle del Little Bighorn dopo quattro giorni. Invece, ordinando marce forzate, arrivò in vista del villaggio con un giorno d'anticipo. Quando incontrò la pista indiana, invece di proseguire a sud come ordinato, la seguì immediatamente. All'alba del 25 giugno, gli scouts di Custer, indiani Arikara e Corvi, avvistarono dalla cima del picco Crow's Nest un grande accampamento di nativi. Quando Custer salì a sua volta sulla cima, alcune ore dopo, l'accampamento non era più visibile, probabilmente a causa della diversa posizione del sole e limpidezza dell'atmosfera. Pertanto Custer non aveva una chiara idea né della posizione esatta, né della dimensione del villaggio.
Custer raggiunse il suo bivacco e da qui scese verso valle e divise il reggimento. Per comprendere la mossa di Custer, va rilevato un elemento comune a tutte le guerre indiane fino a quel momento: le tribù nomadi, non avendo città o beni immobili da difendere, preferivano fuggire quando le circostanze non erano in loro favore. Custer di questo aveva diretta esperienza, sia negativa che positiva: nella campagna del 1867, al comando del generale Hancock, aveva inseguito inutilmente per quasi tre mesi i Cheyenne, dopo che questi, sentendosi minacciati, avevano abbandonato il loro villaggio sul fiume Pawnee Fork. D'altra parte, il suo grande (e unico) successo nelle guerre indiane era stato ottenuto proprio l'anno successivo, quando aveva circondato ed attaccato di sorpresa il villaggio Cheyenne di Pentola Nera nella battaglia del Washita (questa battaglia non va confusa con il precedente attacco al villaggio di Pentola Nera quando, nel 1864, era accampato a Sand Creek nel Colorado e fu attaccato dal Terzo Cavalleria della milizia del Colorado, al comando del colonnello Chivington).
La preoccupazione maggiore di Custer, mentre si avvicinava al villaggio sul Little Bighorn, era che i nativi scoprissero la sua presenza e fuggissero. Il suo obiettivo era probabilmente di ripetere la propria tattica della battaglia del Washita, cioè circondare il villaggio e contenere i nativi, ma alcuni ragazzi nativi trovarono una scatola di gallette caduta da uno dei muli che trasportavano le salmerie del reggimento. Uno dei ragazzi fu ucciso dai soldati, ma un altro riuscì a scappare. Temendo che questi desse l'allarme al villaggio, Custer accelerò imprudentemente la sua azione (per ironia della sorte, il gruppo a cui questo ragazzo apparteneva raggiunse il villaggio quando Custer era già morto).

### Attuazione
Quando era ancora a venticinque km dal villaggio (non esistevano strade o sentieri e una distanza stimata su una mappa era molto più corta del percorso su e giù o intorno alle colline o seguendo i meandri del fiume) Custer divise il reggimento in quattro colonne: lui stesso con cinque squadroni (211 uomini), Benteen e Reno con tre squadroni ciascuno (115 e 141 uomini rispettivamente), e McDougall con 128 uomini per scortare le salmerie. Benteen fu il primo a separarsi. A circa ventuno-ventidue km dal villaggio, Custer gli ordinò di spazzare l'area a sud traversando un crinale dopo l'altro e attaccare qualsiasi nativo avesse incontrato.
Questi ordini erano estremamente vaghi (il capitano, chiamato a testimoniare all'inchiesta che seguì la sconfitta, dichiarò che gli fu ordinato di andare “a caccia di valli ad infinitum”). In effetti, così facendo, Custer tagliò i contatti con il 20% del suo comando. Quando la pista degli indiani raggiunse un ruscello (oggi chiamato Reno Creek) affluente del fiume Little Big Horn, Reno e Custer continuarono ad avanzare in parallelo, Reno sulla riva sinistra e Custer sulla destra. Davanti a loro, un gran polverone indicava che gli indiani erano relativamente vicini, ma nessuno aveva un'idea chiara della posizione e grandezza del villaggio. Custer ordinò a Reno di guadare il fiume, e attaccare il villaggio, con la promessa che sarebbe stato appoggiato da tutto il comando. Reno avanzò al trotto, convinto che Custer l'avrebbe seguito per garantirgli il sostegno promessogli, ma Custer virò sulla destra salendo sulle colline sovrastanti il fiume.
Sia Reno che Benteen testimoniarono che, nella loro opinione, Custer non avesse un piano, ma si può concludere che intendesse aggirare il villaggio ed evitare la temuta fuga dei nativi. C'erano però fondamentali differenze tra il suo comportamento freddo e calcolato al Washita e quello impetuoso ed erratico al Little Big Horn. Al Washita, pianificò con cura l'accerchiamento, comunicò il suo piano ai subordinati e soprattutto prese in considerazione il tempo necessario alle truppe per raggiungere i posti a loro assegnati. Al Little Big Horn, ordinò a Reno e Benteen di eseguire immediatamente i loro ordini. Se il suo piano era di accerchiare il villaggio, avrebbe dovuto ordinare a Reno di aspettare almeno un'ora prima di attaccare, per dargli il tempo di percorrere i sette-otto chilometri di terreno accidentato necessari per circondare il villaggio. È molto probabile che Custer non si fosse reso conto delle dimensioni del villaggio. Esaminando la cronologia della battaglia, si nota che le quattro parti del reggimento erano troppo lontane per aiutarsi a vicenda. Bisogna tenere conto che i cavalli erano già stremati dalle lunghe marce forzate e che il terreno era collinoso. Realisticamente, potevano coprire solo 8-10 chilometri l'ora, al massimo.
Dopo essere avanzato per 4–5 km Reno finalmente avvistò il villaggio e attaccò come ordinato, ma i nativi, invece di fuggire, contrattaccarono in forze. Reno fermò la carica e ordinò ai soldati di scendere da cavallo e formare una linea di difesa. In questa manovra, un quarto della sua forza fu ritirato dallo scontro, perché un soldato su quattro era incaricato di badare ai cavalli. Reno, prudentemente, ancorò il suo fianco destro su un boschetto di pioppi che crescevano sulla riva sinistra del fiume, ma la riga dei soldati era troppo corta per sbarrare la valle in tutta la sua larghezza e gli indiani aggirarono l'ala sinistra e cominciarono ad attaccare i soldati alle spalle. Reno ordinò una ritirata nel boschetto. Da qui, apparentemente preso dal panico, ordinò una seconda, caotica ritirata attraverso il fiume e su per le scarpate della riva opposta. Arrivò su un'altura con metà dei suoi uomini, gli altri furono uccisi, feriti o rimasero nascosti tra gli alberi, incapaci di guadare il fiume. Lì Reno rimase assediato fino al giorno dopo.
Custer, nel frattempo, divise ancora una volta il suo comando in un'ala sinistra e un'ala destra, però questa volta continuò a seguire il crinale a nordest del villaggio, cercando un posto per scendere, attraversare il fiume e attaccare il villaggio dal lato Nord. Quando finalmente vide il villaggio da vicino, si rese conto che aveva bisogno sia di più uomini che di più munizioni. Mandò il trombettiere John Martin (Giovanni Martini) a cercare Benteen e ordinargli di raggiungerlo e portare i muli con le munizioni e le provviste. Poiché Martin - che era di origini italiane e si trovava in America soltanto da 2 anni - non parlava ancora bene l'inglese, il tenente Cooke, aiutante di Custer, gli diede precisi ordini scritti che furono esibiti nell'inchiesta successiva alla battaglia. A questo punto Custer era ancora all'offensiva, non era in contatto con gli Indiani e non si trovava in pericolo.
Martin aveva solo una vaga idea di dove si trovasse Benteen. Anni dopo scrisse: “Io non sapevo né dov'era il Colonnello Benteen, né dove cercarlo [...] guardavo tutt'intorno per trovare il Colonnello Benteen". Prudentemente, il tenente Cooke gli ordinò di mantenersi sul sentiero e ripercorrere il percorso del reggimento. Questo significava che Martin avrebbe potuto cavalcare per ore verso il punto dove il reggimento si era diviso e poi seguire le tracce lasciate da Benteen. Benteen si era però stancato presto di andare “a caccia di valli all'infinito" su un terreno che trovava molto difficile per gli uomini e i cavalli. Anni dopo scrisse: "Dire che il terreno era scabroso non è sufficiente; usare qualche parolaccia davanti alla parola scabroso renderebbe meglio l'idea" e "che nessun Indiano di buon senso avrebbe scelto un posto per un campo" in quell'area. Queste dichiarazioni non furono smentite dagli altri ufficiali che lo accompagnavano, cioè i tenenti Edgerly e Godfrey e il Capitano Weir, che pure era un amico e sostenitore di Custer. Quando Benteen giudicò che sarebbe stato più utile ricongiungersi con il reggimento, virò a destra per ricongiungersi con Custer e Reno e tornò sulla pista che loro avevano seguito. Lì Martin incontrò Benteen circa 25 minuti dopo aver lasciato Custer.
Benteen si avviò verso Custer, come ordinato, accelerando dal passo al trotto. Benteen fu fortemente criticato dai sostenitori di Custer per non essersi affrettato di più, però lui non ritenne che Custer fosse in pericolo. All'inchiesta che segui la battaglia testimoniò: "Le mie impressioni dal Trombettiere Martin erano che gli indiani erano in fuga" ("My impressions from Trumpeter Martin were that the Indians were skedaddling"). Per di più l'ordine di Custer era anche di portare le munizioni, cosa problematica perché la carovana di muli che le portava era ancora più indietro e marciava ancora più lentamente. Inoltre i pacchi sui muli cominciavano ad allentarsi e cadere.
Dopo venti minuti Benteen avvistò Reno assediato sulla collina. All'inchiesta testimoniò "La mia prima visione del combattimento ha mostrato che non c'era nessuna fuga da parte degli indiani e io naturalmente credetti che quello fosse l'intero comando" (My first sight of the fight showed that there was no skedaddling being done by the Indians and I, of course, thought that was the whole command"). Pertanto raggiunse l'area dove aveva visto il combattimento. Una volta arrivato lì Reno gli corse incontro esclamando: "Per l'amor di Dio Benteen, ferma il tuo comando e aiutami. Ho perso la metà dei miei uomini!". Benteen gli chiese se sapeva dove si trovasse Custer e Reno rispose di no, che Custer gli aveva promesso che l'avrebbe supportato nella sua carica al villaggio, dopo di che non lo aveva più visto e non sapeva dov'era. A questo punto decise fosse più opportuno restare con lui e difendere la posizione sulla collina, anche perché Reno era suo superiore.
Custer intanto aveva finalmente ingaggiato battaglia con i nativi. I suoi movimenti possono essere solo ricostruiti approssimativamente, sulla base delle testimonianze dei guerrieri nativi (spesso confuse) e dalla posizione dei morti, dei bossoli delle cartucce e dei proiettili trovati durante la ricerca archeologica del campo di battaglia effettuata nel 1984. Si crede che Custer abbia mandato in avanscoperta il Capitano Yates con due squadroni per esplorare Medicine Tail Coulee, un canalone che portava ad un guado del fiume. È possibile che poco dopo Custer stesso lo abbia seguito. In ogni caso, al guado, secondo la testimonianza degli Indiani, cinque guerrieri Cheyenne e cinque Sioux offrirono resistenza sufficiente per ritardare l'avanzata e dare tempo ad altri nativi di arrivare in forze. È anche possibile che Custer si sia accorto che stava attaccando il villaggio nel suo mezzo, non all'estremità nord, come intendeva. In ogni caso, la carica fallì e il contingente risalì sulle colline, continuando a spostarsi verso il nord, questa volta incalzato da centinaia di indiani guidati da Fiele (in inglese "Gall"). Il battaglione cominciò a disunirsi, come indicato dai corpi dei caduti che furono trovati lungo il percorso della ritirata. Apparentemente le varie compagnie cercarono individualmente un posto per organizzare una resistenza. Cavallo Pazzo attaccò Custer dal Nord fermandone la ritirata.
Preso tra queste due cariche, Custer si fermò, fece smontare gli uomini che gli rimanevano, formò un quadrato e cercò di resistere, ma inutilmente. In meno di mezz'ora tutto il suo comando fu annientato. Non possiamo sapere se Custer sia stato l'ultimo a morire, come vuole la leggenda, o sia stato tra i primi. Lo scrittore David H. Miller, che visse tra i nativi e intervistò molti partecipanti alla battaglia, suggerisce che Custer sia stato colpito alla base di Medicine Tail Coulee e successivamente portato sul luogo dell'ultima resistenza morto o morente.
Quando Reno e Benteen, sempre assediati sulla collina, sentirono i colpi di arma da fuoco provenienti da Custer, effettuarono un tentativo di ricongiungersi con lui, soprattutto perché un ufficiale del comando di Reno (il capitano Weir) prese l'iniziativa, ma senza successo. In effetti, Reno aveva poca scelta, avendo 53 feriti, niente acqua, munizioni limitate e ancora centinaia di nativi che lo assediavano (anche se molti di loro avevano abbandonato l'assedio per partecipare alla battaglia contro Custer). Quando la colonna di McDougall finalmente arrivò con i rifornimenti Custer era già morto.
Grazie anche ai rinforzi di McDougall, Reno e Benteen riuscirono a riorganizzarsi in una solida formazione difensiva, fornendo riparo e cure ai feriti e ai soldati di Reno che erano rimasti nel bosco e successivamente erano riusciti a guadare il fiume.
I tre battaglioni, che avevano subito 57 morti e 55 feriti, erano però incapaci di fuggire e rimasero assediati sulla collina fino al giorno dopo.

## Cronologia della battaglia
- 12:00: Custer divide il reggimento
- 13:20: Custer e Reno continuano verso il villaggio. Benteen lascia la pista e comincia a esplorare l'area a sud.
- 14:15: Custer ordina a Reno di trottare verso il villaggio, che è ancora a circa 4,5 km di distanza, e attaccare
- 14:53: Reno attraversa il fiume e dispone le truppe per l'attacco
- 15:03: Custer sale sul crinale a nord del villaggio. Reno comincia la carica, Benteen abbandona l'esplorazione e decide di riunirsi al reggimento.
- 15:15: Benteen raggiunge il sentiero percorso dal reggimento. Custer e Reno sono passati per questo punto circa un'ora prima.
- 15:18: Reno, preoccupato dal numero degli indiani davanti a lui arresta la carica e ordina alle truppe di combattere a piedi.
- 15:28: Custer, dalle colline, osserva Reno impegnato dagli indiani
- 15:32: Reno si ritira tra gli alberi, McDougall raggiunge la pista, 15 minuti dietro Benteen
- 15:34: Custer ordina a John Martin di raggiungere Benteen
- 15:53: Reno lascia il riparo degli alberi dirigendosi verso un'altura
- 16:00: Benteen incontra John Martin con gli ordini di Custer
- 16:06: Benteen vede Reno assediato sull'altura
- 16:16: Custer manda il Cap. Yates con due compagnie verso il villaggio e aspetta sulle colline
- 16:20: Benteen si ricongiunge con Reno
- 16:27: Custer scende dalle colline per raggiungere Yates (evento controverso, basato su ipotesi)
- 16:46: Custer si ricongiunge con Yates (evento controverso, basato su ipotesi)
- 16:55: Custer scambia intensa fucileria con i nativi (probabilmente è un segnale per Reno e Benteen)
- 17:05: Il Capitano Weir, di sua iniziativa lascia Reno e Benteen e con la sua compagnia, si avvia verso il rumore della fucileria.
- 17:10: Ultimi colpi sparati dal comando di Custer.
- 17:22; Reno e Benteen si mettono in marcia per ricongiungersi con Weir, ma, attaccati dagli Indiani, sono costretti a tornare indietro.
- 17:25: McDougall raggiunge Reno e Benteen. Custer e il suo comando sono già morti da alcuni minuti.

## La battaglia secondo gli indiani: il racconto di Gambe di Legno
Il medico Thomas B. Marquis raccolse varie testimonianze dai Cheyenne che parteciparono alla battaglia di Little Bighorn, imparandone la lingua dei segni. In particolare pubblicò un libro che riportava la vita e le esperienze di Gambe di Legno (Kum-moq-quiv-vi-ok-ta), un nativo americano appartenente alla Tribù dei Cheyenne settentrionali, guerriero del gruppo dell'Alce. Egli aveva 18 anni quando prese parte alla battaglia e partecipò alla cerimonia commemorativa a 30 anni di distanza dalla battaglia. La sua testimonianza è riportata nella pagina Gamba di Legno.

## Conseguenze
In tutto i caduti della battaglia furono 268 per il 7º Cavalleria, mentre le perdite dei nativi americani furono stimate approssimativamente da 30 a 300 guerrieri (i nativi portarono via la maggior parte dei loro morti); il combattimento vero e proprio non era durato più di 25 minuti. La mattina del 27 giugno le truppe di Terry e Gibbon si riunirono con ciò che restava delle forze di Reno e Benteen e si recarono quindi sul luogo della battaglia per procedere alla difficile opera di ricerca, riconoscimento e sepoltura dei corpi dei caduti, opera che si concluse solo tre giorni dopo.
Lo scontro significò un vero disastro per il settimo Cavalleria: il battaglione Custer (211 uomini) perse il 100% dei soldati.
I restanti tre battaglioni (384 uomini) persero il 30% dei soldati tra morti e feriti.
La sconfitta motivò l'esercito a intensificare la campagna contro i Lakota. La riserva fu posta praticamente sotto legge marziale. I nativi furono costretti a consegnare armi e cavalli e interdetti dal cacciare nei territori non-ceduti. Le bande di nativi americani al di fuori della riserva furono inseguite implacabilmente e una ad una si arresero, più che altro perché private dei mezzi di sussistenza (non ci furono grandi battaglie, ma villaggi e provviste furono distrutti). I territori non-ceduti, le Colline Nere e una striscia al margine occidentale della Grande Riserva Sioux passarono sotto la sovranità degli Stati Uniti. Entro ottobre tutti i Lakota, a eccezione delle bande di Fiele e Toro Seduto, avevano accettato di "sotterrare l'ascia di guerra" e rientrare nelle riserve.
Cavallo Pazzo rimase alla macchia sulle montagne del Bighorn fino a quando suo zio Coda Maculata lo convinse ad arrendersi: il 5 settembre 1877, attirato con un tranello a Fort Robinson, venne ucciso da una sentinella nativa con un colpo di baionetta, dopo che, resosi conto della situazione, aveva tentato di fuggire. Toro Seduto e Fiele si rifugiarono in Canada. Da qui continuarono a cacciare (i bisonti tendevano a vagare a sud del confine canadese) e a condurre razzie in Montana e North Dakota, creando difficoltà diplomatiche tra i governi canadese e statunitense e causando un continuo stato di ostilità. Infine Fiele e Toro Seduto si rassegnarono a rientrare negli Stati Uniti e accettarono di vivere nella riserva. Fiele visse pacificamente nella riserva di Standing Rock, dove morì il 5 dicembre 1894. Toro Seduto trascorse due anni come prigioniero di guerra, quindi fu assegnato alla stessa riserva. Nel 1890 le autorità temettero che volesse organizzare una ribellione e il 15 dicembre lo arrestarono. Ne nacque uno scontro durante il quale venne ucciso da un poliziotto Lakota.

## Il dibattito e l'eredità storica
Il sensazionalismo dei giornali dell'epoca, i numerosi ammiratori di Custer (a partire dalla moglie Libby), la tendenza dell'esercito a serrare i ranghi e il nazionalismo esagerato in tempo di guerra crearono una polemica che continua anche oggi.

### Custer
Dal momento in cui decise di deviare dal piano di Terry, indubbiamente, Custer deve assumersi la responsabilità per l'esito della battaglia. Nessuna delle sue supposizioni era fondata: gli abitanti del villaggio dei nativi americani non avevano nessuna intenzione di fuggire, i nativi che Custer avvistò durante la sua marcia non diedero l'allarme (perlopiù si trattava di gruppi in viaggio per unirsi al villaggio, ed alcuni di essi arrivarono dopo che la battaglia era già cominciata). Custer agì sulla base del suo istinto, non sulla base di informazioni concrete (i suoi scout nativi lo avvertirono ripetutamente del numero eccezionale dei nemici). Stancò inutilmente uomini e cavalli ordinando marce forzate (il tenente colonnello Elwood Nye, Corpo Veterinario, definì il modo in cui Custer usò i cavalli come "abuso"), divise il reggimento senza fare piani precisi e senza neppure sapere dove esattamente si trovasse il villaggio, promise a Reno di sostenerlo nell'attacco ma iniziò una manovra differente e diede ai subordinati ordini poco chiari.
Chi disobbedì agli ordini? Custer chiaramente non seguì le istruzioni di Terry, però non si può dire che disobbedì. È vero che al momento della partenza Terry gli disse: “Non essere ingordo, aspettaci”. Però gli ordini scritti esprimevano le istruzioni come “desideri”, usando spesso il modo condizionale (“dovrebbe”, invece di “deve”) enfatizzando il rispetto per lo “zelo, energia e abilità” di Custer.

### Reno
Benteen e Reno furono accusati di non aver fatto il loro dovere. Reno, accusato di codardia, chiese un'inchiesta per riabilitare il proprio nome. In effetti, si può speculare sul fatto che se Reno avesse continuato la carica, portando la battaglia nel villaggio, e se avesse resistito un'altra mezz'ora, Custer avrebbe potuto sorreggerlo attaccando il villaggio sul fianco destro. A posteriori, però, considerando il numero degli indiani (che né Reno né Custer conoscevano) non è realistico pensare che Reno avrebbe potuto resistere tanto a lungo, considerando che Custer, con il doppio di uomini, fu annientato in mezz'ora.
Altri mettono in questione la decisione di Reno di abbandonare il boschetto, dove avrebbe potuto resistere meglio, forse di nuovo dando a Custer il tempo di attaccare il villaggio. In realtà, Reno perse la testa nel boschetto dove ordinò agli uomini di “montare, smontare, rimontare” e ordinò una ritirata caotica, in un punto dove il fiume non era guadabile, perdendo diversi uomini nel trasferimento. La corte d'inchiesta, anche se esonerò Reno, indicò che gli ufficiali subalterni si erano comportati meglio di lui. Una volta arrivato in una posizione difendibile, Reno si rifiutò di muoversi fino a che Terry arrivò due giorni dopo. Però era Custer che avrebbe dovuto sorreggere Reno e non viceversa.

### Benteen
Benteen disobbedì all'ordine portatogli da Giovanni Martini (“Vieni presto e porta i rifornimenti”), ma quest'ordine era contraddittorio: come avrebbe potuto affrettarsi e portare i rifornimenti senza adeguarsi al loro lento passo? E quando decise di restare con Reno, invece di raggiungere Custer, non sapeva dove Custer si trovasse (Custer si era spostato ancora verso il Nord da quando Martin l'aveva lasciato 45 minuti prima, era nascosto dalle colline e non aveva ancora attaccato i nativi).
L'unica sparatoria in corso era intorno alla posizione di Reno. Se ad un ufficiale si vuole dare un minimo di iniziativa e leadership, bisogna concludere che la condotta di Benteen fu ineccepibile. Se avesse eseguito l'ordine ciecamente, sarebbe stato probabilmente attaccato e annientato dai nativi mentre cercava le tracce di Custer che si trovava ad un'ora di distanza. D'altra parte, la sua decisione di restare (e, in effetti, assumere il comando) nella posizione di Reno (che era quasi in uno stato di panico, assediato con solo una sessantina di uomini abili, numerosi feriti e poche munizioni) probabilmente prevenne un ulteriore disastro.

### Diatriba sulle armi
Il fatto che gli indiani avessero alcuni fucili a ripetizione Henry e Winchester produsse il mito che i nativi fossero armati meglio della cavalleria. In realtà solo circa metà degli Indiani aveva armi da fuoco: soprattutto vecchi moschetti ad avancarica, fucili da caccia, pistole (molte ad avancarica), Springfields catturati ai soldati e qualche Winchester ed Henry. Anche dopo la battaglia del Little Bighorn, l'esercito continuò ad affermare la superiorità della carabina Springfield Modello 1873 Trapdoor a colpo singolo contro la carabina Winchester che sparava a ripetizione ma era meno potente e precisa a lunga distanza e più soggetta ad inceppamento. Inoltre, anche gli indiani che possedevano armi da fuoco avevano difficoltà a ottenere munizioni. Non era insolito per i nativi usare munizioni del calibro sbagliato perché non avevano di meglio.
È vero, però, che data la loro grande superiorità numerica, la piccola percentuale di indiani armati di fucili a ripetizione superava numericamente il numero di soldati. Gli indiani armati di archi e frecce, però, non erano necessariamente in svantaggio: infatti quando l'esercito passò dall'offesa alla difesa, le frecce furono più efficaci delle armi da fuoco. Nascosti tra rocce e anfratti, gli indiani le lanciarono in una traiettoria arcuata per ricadere dall'alto sulle posizioni difensive di Custer e Reno, senza esporsi al fuoco dei soldati.

## Gli italiani della battaglia

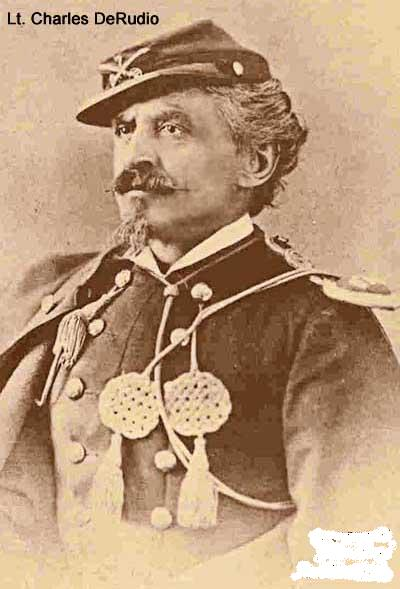
Carlo Di Rudio in divisa di ufficiale dell'esercito statunitense

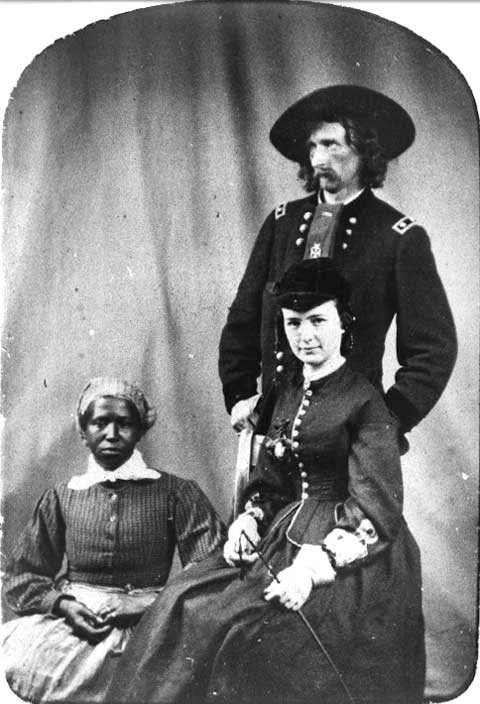
George Armstrong Custer ritratto con la moglie ed una domestica

Le fonti più recenti indicano i nomi di quattro italiani che parteciparono alla battaglia del Little Bighorn. Tra le truppe di Custer vi erano il tenente conte Carlo Di Rudio (1832-1910) da Belluno, il soldato Agostino Luigi Devoto (1852-1923) da Genova, il soldato Giovanni Casella da Roma (1848-?) ed il soldato Giovanni Martini da Sala Consilina (1853-1922), tutti sopravvissuti alla battaglia.
Il trombettiere campano Giovanni Martini (John Martin) fu l'unico superstite della colonna di Custer. Il giovane emigrato, ex tamburino garibaldino nella campagna in Trentino del 1866 e a Mentana nel 1867, si salvò perché lo stesso Custer gli ordinò di portare una richiesta urgente di aiuto al capitano Benteen, prima che l'intera colonna venisse circondata ed annientata.
Il conte Carlo Di Rudio, che Benteen chiamava con disprezzo "il conte che non conta" e Custer considerava "un conclamato brontolone e un intrigante nato [...] il peggiore tra tutti i tenenti di questo reggimento", era un mazziniano bellunese evaso dal penitenziario francese dell'Île de Ré, ove era stato incarcerato per la sua partecipazione ad un fallito attentato contro Napoleone III di Francia. Durante la ritirata di Reno, rimase intrappolato nel boschetto dove restò per 36 ore, ricongiungendosi con Reno solo quando la battaglia era praticamente finita.
Giovanni Casella e Agostino Luigi Devoto erano inquadrati nelle unità di salmerie aggregata alla colonna di Reno.
Altri tre italiani, se pur inquadrati nel 7º Reggimento cavalleria, non presero parte alla battaglia. Felice Vinatieri da Torino (1834-1891), musicista e compositore di origine torinese, era il direttore della banda musicale del reggimento, ma la banda non partecipò direttamente agli scontri essendo stata assegnata al reparto d'appoggio dislocato sul battello Far West, ormeggiato sulle sponde del fiume Powder. Anche Francesco Lombardi e Francesco Lambertini non presero parte alla battaglia perché confinati in infermeria, probabilmente a bordo della stessa nave.

## Influenza culturale e reinterpretazioni

### Letteratura
- Nel racconto di Frederick Forsyth Vento che sussurra viene integralmente rappresentata la battaglia di Little Bighorn, all'interno del quale l'unico sopravvissuto degli squadroni di Custer sarebbe uno scout di frontiera, poi risparmiato da Toro Seduto per aver precedentemente aiutato una squaw a sottrarsi alle violenze dei soldati del settimo cavalleggeri.
- La battaglia del Little Bighorn è narrata nel romanzo "Flashman and the Redskins" di George McDonald Fraser. Pur arricchita di elementi di fantasia legati al protagonista del romanzo, la narrazione è molto dettagliata dal punto di vista storico e ulteriormente approfondita in appendice da un capitolo storico-militare dedicato interamente alla battaglia.

### Cinema
- On the Little Big Horn or Custer's Last Stand, regia di Francis Boggs (1909).
- Custer's Last Fight, regia di Francis Ford (1912), fu uno dei primissimi film dedicati alla figura del generale Custer.
- The Massacre, cortometraggio del 1912 diretto da David Wark Griffith, incentrato sulla battaglia del Little Bighorn.
- Il film muto General Custer at Little Big Horn (1926) diretto da Harry L. Fraser, narra in maniera romanzata gli eventi della battaglia di Little Bighorn.
- Il film La storia del generale Custer (1941), diretto da Raoul Walsh e interpretato da Errol Flynn, narra la vita del generale Custer.
- Il film Il massacro di Fort Apache (1948) di John Ford è una palese allusione alla battaglia del Little Bighorn.
- Il film Custer eroe del West (1968), diretto da Robert Siodmak, narra la vita di G.A. Custer, interpretato da Robert Shaw.
- Nel film Il piccolo grande uomo (1970) di Arthur Penn, tratto dall'omonimo romanzo di Thomas Berger, il protagonista Jack Crabb (Dustin Hoffman) racconta la sua vita e, tra le vicende narrate, c'è anche la battaglia di Little Big Horn.
- Nel film Soldato blu (1970) diretto da Ralph Nelson, che narra il massacro di Sand Creek (1864), si parla della battaglia del Little Bighorn come già avvenuta, mentre questa prenderà atto ben 12 anni dopo gli eventi narrati.
- Nel film Non toccare la donna bianca (1975) il regista italiano Marco Ferreri traspone la battaglia del Little Bighorn e della sconfitta di Custer riambientandola nella Parigi moderna.
- Nel film L'ultimo samurai (2003) di Edward Zwick, Tom Cruise interpreta il Capitano Nathan Algren, ex-membro del settimo cavalleggeri, lacerato dai rimorsi per avere sterminato donne e bambini. All'inizio del film, Algreen evoca per sbaglio le atrocità di Little Big Horn mentre pronuncia, ubriaco, un comizio; nella sequenza successiva, non nasconde il suo stupore quando incontra l'ex commilitone Seb, che gli confida di essere scampato alla battaglia.

### Fumetto
- Nel numero 492 del fumetto Tex dal titolo Little Big Horn (pagina 76), in cui si ricostruiscono gli eventi che portarono alla battaglia, si rievoca l'episodio dell'ordine di Custer al soldato John Martini di correre a chiedere aiuto al capitano Benteen, ordine che gli salvò la vita.[18]
- Nel numero 60 della serie a fumetti Storia del West il desiderio di rivincita del guerriero Cheyenne Wapai - scampato al massacro sul fiume Washita, ad opera proprio di Custer - si incrocia con la sete di gloria del generale dai lunghi capelli biondi. Sulle rive del Little Big Horn entrambi avranno il loro "Giorno di gloria".[19]
- Nel numero 99 della serie a fumetti Magico Vento è presente una ricostruzione degli eventi di Little Bighorn.
- Nel numero 32 La Leggenda del Generale della serie a fumetti Ken Parker, il protagonista, avendo ricevuto degli ordini in ritardo, cerca di raggiungere il tenente colonnello Custer fino ad arrivare a Little Bighorn quando ormai la battaglia è finita. Lungo il racconto, il protagonista Ken ha l'occasione di incontrare varie persone che gli racconteranno la loro opinione del militare, varie versioni, spesso diametralmente opposte, della personalità di Custer, persona mitizzata o disprezzata già a quei tempi.
- Nel quinto capitolo del volume 3 del manga fantastico Devilman dal titolo Il diavolo di Little Bighorn si specula il fatto che il Generale Custer possa in realtà essere un demone: esso verrà sconfitto proprio da Devilman non prima di aver però commesso un massacro nei confronti dei Cheyenne arrivato li grazie a un "time slip", un viaggio nel tempo.
- Nell'ottavo volume del manga western Red - Living on the Edge è presente una ricostruzione degli eventi della Battaglia di Little Bighorn.

### Musica
- Nella canzone Coda di lupo di Fabrizio De André, nell'album Rimini (1978) viene citata la battaglia di Little Big Horn come metafora della "cacciata di Lama" avvenuta il 17 febbraio 1977 all'Università "La Sapienza":

- Il gruppo metal Slipknot ha composto un brano intitolato Custer, incluso nel loro quinto album .5: The Gray Chapter
- Il gruppo metal Running Wild ha composto una canzone dal titolo Little Big Horn (1992) pubblicata come EP.

### Videogiochi
- In Age of Empires III: The WarChiefs, nello scenario finale della campagna, il protagonista si trova a combattere dalla parte dei Sioux nella battaglia del Little Bighorn.

## Bibliografia

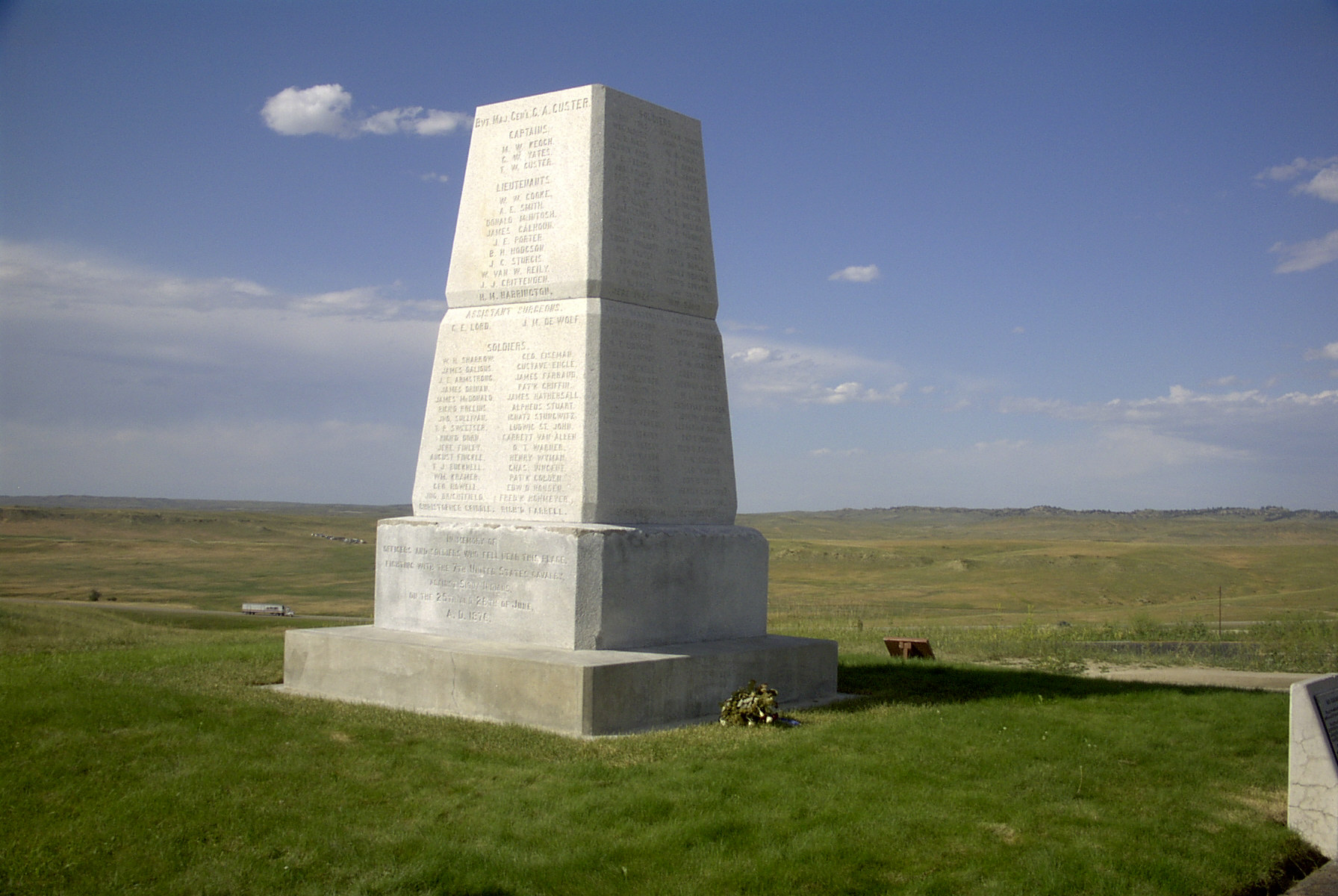
Obelisco in onore dei caduti di parte statunitense